# Ignacy Maloyan
Ignacy Maloyan (pol. Malojan) (ur. 1869 w Mardin, zm. 11 czerwca 1915) – ormiańskokatolicki arcybiskup Mardinu, błogosławiony Kościoła katolickiego. Zginął śmiercią męczeńską podczas ludobójstwa Ormian.

## Życie
Urodził się w Mardin w imperium osmańskim w 1869 r. (prawdopodobnie 19 kwietnia) w skromnej i pobożnej rodzinie ormiańskich katolików jako czwarte z ośmiorga dzieci. Podczas chrztu otrzymał imię Choukrallah.
Już w dzieciństwie postanowił zostać kapłanem. W tym celu udał się na naukę do Libanu, gdzie studiował aż do święceń kapłańskich, które otrzymał w 1896 r. w uroczystość Bożego Ciała. Przyjął wtedy imię Ignacy, na cześć świętego z Antiochii, którego pragnął naśladować. Po półtorarocznym pobycie w Bzommar został posłany do Aleksandrii w Egipcie, gdzie pracował jako duszpasterz. We wrześniu 1901 r. został mianowany wikariuszem patriarchy w Egipcie i przeniósł się do Kairu. Następnie pełnił funkcję sekretarza ormiańskiego patriarchy Konstantynopola. Po rezygnacji poprzedniego arcybiskupa Mardin został mianowany jego następcą. 22 października 1911 r. w Rzymie, podczas synodu biskupów ormiańskich, otrzymał sakrę biskupią z rąk patriarchy Pawła Piotra XIII Terziana.
Po wybuchu I wojny światowej na terenie imperium osmańskiego rozpoczęły się prześladowania Ormian, oskarżanych o nielojalność. W tej sytuacji, aby uniknąć zaostrzenia napięć, w odpowiedzi na polecenie rządu biskupi zachęcali ludność ormiańską do pomocy w aprowizacji armii. Znalazło to uznanie w oczach sułtana, który w oficjalnym liście wyraził swoją wdzięczność abpowi Maloyanowi i abpowi Tappouniemu (biskupowi Kościoła katolickiego obrządku syryjskiego).
Jednakże rządzący ówcześnie ruch Młodych Turków parł do „ostatecznego rozwiązania kwestii ormiańskiej”. 1 maja 1915 r. arcybiskup Maloyan, w obliczu narastających prześladowań i coraz częstszych rewizji kościołów, w publicznym liście jeszcze raz wyraził swoją lojalność wobec władz, a diecezjan wezwał do wierności Stolicy Apostolskiej oraz trwania w wierze. W maju 1915 r. znane z okrucieństwa specjalne oddziały wojskowe Khamsines, na polecenie szefa policji, rozpoczęły masakrę ludności ormiańskiej. Gdy miejscowi dygnitarze namawiali arcybiskupa, aby ukrył się w górach, on odpowiadał: «Pasterz nie może porzucać swych owiec, by ratować własne życie».
3 czerwca 1915 r. na podstawie fałszywych zeznań oskarżono abp. Maloyana o przemyt broni i kontakty z Rosjanami. Kiedy jednak nie udało się ani udowodnić mu winy, ani zmusić do przejścia na islam, poddano go straszliwym torturom. Otrzymał wówczas rozgrzeszenie od kapłana, który był więziony w sąsiedniej celi. 9 czerwca pożegnał się w więzieniu ze swoją matką. W nocy 10 czerwca razem z grupą 417 więźniów został wywieziony do Diarbérkir, gdzie – jak poinformowano aresztowanych i mieszkańców miasta – mieli oni pracować przy naprawie dróg. 11 czerwca, kiedy dotarli do Ain Omar Agha, wybrano dziesięciu z nich, mówiąc, że będą uwolnieni. Sługa Boży zrozumiał wówczas, że czeka ich śmierć. Otrzymawszy pozwolenie od dowódcy oddziału Mamdouha aby przemówić do swoich wiernych, wezwał ich, by nie lękali się śmierci, a potem konsekrował chleb, udzielił współtowarzyszom generalnej absolucji i odpustu zupełnego oraz rozdał im komunię. Żołnierze Khamsines zamordowali ich wszystkich, a arcybiskupowi dowódca jeszcze raz zaproponował przyjęcie islamu. Według relacji naocznego świadka śmierci Malojan miał odpowiedzieć Nie zaprę się mej wiary chrześcijańskiej. Kiedy abp Maloyan odmówił, Mamdouh zastrzelił go ze swojego pistoletu. Umierający arcybiskup zdążył powiedzieć: «Boże mój, zmiłuj się nade mną. W Twoje ręce oddaję ducha mego». Turecki lekarz wojskowy zapisał, że arcybiskup zmarł na zawał serca.
7 października 2001 arcybiskup Ignacy Maloyan został beatyfikowany przez papieża Jana Pawła II podczas uroczystego nabożeństwa w Rzymie. 28 marca 2025 papież Franciszek podpisał dekret uznający cud za wstawiennictwem błogosławionego, co otwiera drogę do jego kanonizacji. Data jego kanonizacji została ogłoszona na konsystorzu, który odbył się 13 czerwca 2025.